# Herb gminy Stara Dąbrowa
Herb gminy Stara Dąbrowa – symbol gminy Stara Dąbrowa.

## Wygląd i symbolika
Herb przedstawia na tarczy dzielonej w słup w polu lewym białym czerwonego gryfa przed błękitnym pasem (rzeka Ina) z lewa w skos (nawiązanie do herbu województwa oraz Stargardu), a w polu prawym żółtym wizerunek dębu z zielonymi liśćmi oraz czarnym pniem i korzeniami, nawiązujący do nazwy gminy. Całość zwieńczona jest białą prostokątną tabliczką z czarną obwódką i nazwą gminy, oplecioną zielonymi ozdobnymi elementami roślinnymi. 